# Patricia Reyes Rivera
Patricia Isaura Reyes Rivera (Madrid, 22 de diciembre de 1973) es una abogada y política española. Fue diputada de Ciudadanos en el Congreso y secretaria cuarta de la Mesa de dicha cámara.

## Biografía
Nacida en Madrid y residente en Boadilla del Monte desde 2005, Reyes es licenciada en Derecho por la Universidad CEU San Pablo con un máster en Urbanismo y Ordenación del Territorio por esa misma universidad. Es, además, diplomada en Derecho Procesal y Derecho Procesal Penal.
Ha desarrollado su carrera profesional asesorando a empresas y pleiteando frente a empresas mercantiles.

## Carrera política
Afiliada a Ciudadanos desde 2014, en mayo de 2015 concurrió como candidata a las elecciones municipales resultando elegida concejal en Boadilla del Monte (Madrid).
En julio de 2015, concurrió a las primarias para la candidatura al Congreso de los Diputados por Madrid en las que logró el quinto puesto, resultado elegido diputada en diciembre de ese mismo año, escaño que revalidó en junio de 2016, tras la repetición de las elecciones.Pasó a ocupar el puesto de Secretaria Cuarta de la Mesa del Congreso de los Diputados gracias a los votos nacionalistas del PNV y PdeCat pactados previamente y donde dejaría para la historia uno de los momentos más hilarantes del Congreso al confundir el voto telemático con el voto telepático.
Es especialista en lucha contra la violencia de género, forma parte de los grupos de trabajo de Ciudadanos en esta materia y defiende la necesidad de dotar de más medios a los Ayuntamientos para que luchen contra este problema y contar con profesionales de la justicia para reformar las leyes.
En enero de 2017, con la renovación del Comité Ejecutivo de la formación naranja, Reyes entró a formar parte de la directiva de Ciudadanos responsabilizándose de las áreas de mujer y LGTBI. En octubre de 2020 se dio de baja en el partido. En abril de 2023 se anunció su fichaje para las listas del Partido Popular para las elecciones a la Asamblea de Madrid de 2023 en el número 20.